# Red Iberoamericana de Terminología
La Red Iberoamericana de Terminología (RITerm), creada el 1988, és una xarxa d'intercanvi i de treball a l'àrea de la terminologia. RITerm té per objectiu establir un canal de cooperació entre els seus membres per consolidar les terminologies als països de parla castellana i portuguesa.

## Àrees en les que actua el RiTerm
- Recopilació i intercanvi d'informació terminològica i factogràfica entre els membres de la xarxa a fi de fomentar la compatibilitat entre sistemes, formats, instruments metodològics, etc., a l'àrea de la terminologia.
- Cooperació per a la planificació i el desenvolupament de projectes relacionats amb l'àrea de la terminologia i/o enginyeria del coneixement, bancs de dades terminològiques, lexicogràfics, textuals, etc., lingüística computacional, informàtica aplicada a la terminologia, planificació terminològica, etc.
- Creació d'un banc de dades terminològiques per a la regió.
- Col·laboració als programes de formació en terminologia dels membres de la Xarxa, per promoure el desenvolupament i la difusió de la terminologia com a disciplina (mitjançant programes acadèmics, pasanties, trobades, butlletins informatius, etc.).
- Realització d'un Simposi de Terminologia, amb una periodicitat de dos anys, organitzat conjuntament amb l'Assemblea General (Caracas-1988, Brasília-1990, San Millán de la Cogolla-1992, Buenos Aires-1994, Mèxic D.F.-1996, l'Havana-1998). El VII Simposi Iberoamericà de Terminologia va tenir lloc a Lisboa, Portugal, al novembre de 2000; el VIII a Cartagena d'Índies, Colòmbia, al novembre de 2002; l'IX a Barcelona, Espanya, al novembre de 2004; el X a Montevideo, Uruguai, a l'octubre de 2006; i el XI a Lima, Perú, a l'octubre de 2008.[3][4][5]

## Debat Terminològic
RITerm publica igualment la revista Debat Terminològic que pretén ser un mitjà de difusió i intercanvi d'idees relacionades amb la terminologia entre els membres d'aquesta xarxa.